# Cratere Sevel
Sevel  è un cratere sulla superficie di Marte.